# Список объектов всемирного наследия ЮНЕСКО в Гане
На данный момент в Гане находятся два объекта, занесённые в список всемирного наследия ЮНЕСКО. Также существуют 6 кандидатов, представленных правительством Ганы на занесение в список.

## Объекты, занесенные в список
| # | Изображение | Название                                                               | Местоположение                                               | Время создания | Год внесения в список | №  | Критерии |
| - | ----------- | ---------------------------------------------------------------------- | ------------------------------------------------------------ | -------------- | --------------------- | -- | -------- |
| 1 |             | Форты и замки Вольты, Большой Аккры, Центрального и Западного регионов | Большая Аккра, Западная область, Центральная область, Вольта | 1482—1796 гг.  | 1979                  | 34 | vi       |
| 2 |             | Традиционные постройки народа ашанти                                   | Ашанти                                                       |                | 1980                  | 35 | v        |

## Kандидаты
В таблице объекты расположены в порядке их добавления в предварительный список. В данном списке указаны объекты, предложенные правительством Ганы в качестве кандидатов на занесение в список всемирного наследия.
| # | Изображение | Название                                         | Местоположение            | Время создания | Год внесения в список | №    | Критерии         |
| - | ----------- | ------------------------------------------------ | ------------------------- | -------------- | --------------------- | ---- | ---------------- |
| 1 |             | Национальный парк Моле                           | Северная область          | 1958           | 2000                  | 1391 | vii, viii, ix, x |
| 2 |             | поселения племени Таленси                        | Верхняя Восточная область |                | 2000                  | 1392 | i, ii, v, vi     |
| 3 |             | Кафедральный собор Пресвятой Богородицы Навронго | Верхняя Восточная область | 1910           | 2000                  | 1393 |                  |
| 4 |             | Деревни на сваях озера Нзулезу                   | Западная область          |                | 2000                  | 1394 | i, iii, v        |
| 5 |             | Паломнические пути в Северо-Западной Гане        | Верхняя Восточная область | I век до н. э. | 2000                  | 1395 | i, ii, iii, iv   |
| 6 |             | Национальный парк Какум                          |                           | 1992           | 2000                  | 1396 | vii, x           |